# HD 7758
HD 7758，又名BD+46 319，SAO 37096、HR 376，是一颗恒星，视星等为6.25，位于銀經127.61，銀緯-15.21，其B1900.0坐标为赤經1h 12m 16.2s，赤緯+46° -15.21′ 34″。